# 유재흥
유재흥 (1921년 8월 3일~2011년 11월 26일)은 대한민국의 장교로 6.25 전쟁에서 대한민국 제2군단과 대한민국 제3군단을 지휘했다.

## 유년기
유재흥은 1921년 8월 3일 일본 아이치현 나고야시에서 태어났다. 그는 다섯 살 때 한국으로 돌아와 잠시 평안북도 신의주시에서 유아기를 보낸 후 충청남도 공주시에서 자랐다. 그는 평안북도 신의주 고등보통학교를 졸업하고 일본 육군사관학교(55기)를 졸업했으며, 태평양 전쟁 당시 일본군에서 대위로 복무했다. 그는 육군 장군 유승렬(1891-1968)과 그의 일본인 아내의 둘째 아들이었다. 그는 일본 육군사관학교를 졸업했다.

## 경력
일본이 항복할 당시 유재흥은 일본군 대대장이었다. 대한민국 육군이 처음 창설될 때 그는 대령으로 복무했다. 제주 4·3 사건이 발생하자 그와 그의 병력은 질서 회복을 위해 제주도로 파견되었다. 섬에서는 격렬한 전투가 있었지만 그는 결국 항복하는 자들을 기소하지 않겠다는 약속으로 상황을 진정시킬 수 있었다.

### 6.25 전쟁

#### 낙동강 전선
6.25 전쟁 발발 당시 유재흥 준장은 대한민국 7사단을 지휘하고 있었다. 북한군의 남한 침공이 너무 거세지자 그는 낙동강으로의 전술적 철수 작전에 참여했다.
낙동강에서 방어선을 조직하고 미국 지원을 받은 후, 대한민국 육군은 재편성되고 무장되었다. 1950년 7월까지 유재흥은 대한민국 제2군단을 지휘했다. 1950년 9월까지 제2군단은 하양에서 낙동강 전선을 방어하고 있었다.
북한군의 9월 공세로 대한민국 제2군단의 방어선이 약화된 후, 유 장군은 예하 대한민국 6사단과 8사단에 각각 1개 연대를 보내 영천을 탈환하라고 명령했다. 이 시도는 대부분 실패했고 유 장군의 미군 기갑 지원 요청은 항상 받아들여지지 않았지만, 그 언덕을 탈환하는 데 결정적인 역할을 했다. 영천은 두 차례에 걸쳐 상실되고 재탈환되었다. 노획된 인민군 문서는 김일성이 그 언덕을 전쟁 승리에 필수적인 중요한 전략적 요충지로 여겼으나 거듭 실패했음을 보여주었다. 유 장군의 이 지역 방어는 나중에 그를 기리는 기념비로 기념되었다.

#### 1950년 북한 진격
1950년 10월, 인천 상륙 작전의 성공 후 북한군은 후퇴하고 유엔군은 북한으로 북진했다. 진격 중 유 재흥 소장은 중부 전선에 있었다. 그는 철원까지 진격한 후 멈췄다. 대한민국 육군 참모총장 정일권은 한국군 부대가 평양에 가장 먼저 입성하기를 원했기 때문에 유 소장에게 1개 연대를 보내 도시를 점령하게 했다. 그들은 저항 세력을 만났지만, 그들의 비조직적인 특성 때문에 임무를 쉽게 완수할 수 있었다.

#### 대한민국 육군 참모차장으로 승진
중국군 개입 보고와 일부 중국군 병사 포로가 있었지만, 미국 정보부는 중국이 개입하지 않을 것이라고 믿었다.
1950년 10월 말, 유 소장은 대한민국 육군 참모차장으로 승진하여 서울로 떠났고, 대한민국 제2군단은 백선엽 준장에게 인계되었다.
중국군의 공격 성격과 자신의 옛 군단의 취약성을 깨달은 유는 그들을 돕기 위해 돌아가고 싶어 했다. 워커 장군이 약속했던 재보급은 예상보다 훨씬 적었고 대한민국 제2군단은 전멸했다. 유는 이 시기가 전쟁 중 그에게 가장 힘들었던 시기라고 생각했다.

#### 제2차 춘계 공세
1951년 1월 9일, 유재흥 소장은 대한민국 제3군단 사령관으로 임명되었다. 제2차 춘계 공세로 알려진 중국군의 공격은 미군과 한국군에 의해 상당히 잘 처리되었다. 중국군은 수가 많았지만 보급이 형편없었고, 이제 전투에 숙련되고 잘 보급된 대한민국 전선은 굳건히 버텨냈다. 전투는 1951년 5월에 끝났고, 그 후 휴전까지 교착 상태가 지속되었다.

## 말년
1960년 7월 중장으로 전역한 후, 유는 태국 주재 한국 대사(1960년 8월-1963년 8월), 스웨덴 (1963년 8월-1967년 9월), 이탈리아 (1967년 11월-1971년 2월) 대사를 역임했으며, 1971년 8월부터 1973년 12월까지 국방부 장관을 지냈다. 그는 2011년 11월 26일 대한민국 서울에서 91세의 나이로 사망했다.

## 수상

### 훈공장 1등급
미합중국 대통령은 1942년 7월 20일 의회 법률에 의거하여, 1950년 6월 25일부터 8월 31일까지 미합중국 정부에 대한 탁월한 봉사를 수행함에 있어 매우 훌륭한 공로를 인정하여 한국군 유재흥 준장에게 훈공장(Officer 등급)을 수여하는 것을 기쁘게 생각한다.

### 훈공장 2등급
미합중국 대통령은 1942년 7월 20일 의회 법률에 의거하여, 1952년 1월 28일부터 5월 8일까지, 그리고 1952년 7월 23일부터 1953년 2월 1일까지 미합중국 정부에 대한 탁월한 봉사를 수행함에 있어 매우 훌륭한 공로를 인정하여 대한민국 육군 유재흥 중장에게 훈공장(Officer 등급)의 두 번째 수여 대신 동성 떡갈나무 묶음장을 수여하는 것을 기쁘게 생각한다.

## 참고 문헌
- Korea Institute of Military History. The Korean War. Lincoln: University of Nebraska Press, 2000. 3 vols. ISBN 0803278020 OCLC 44502379
- Lee, Bong. The Unfinished War: Korea. New York: Algora Pub, 2003. ISBN 0875862179 OCLC 51977966
- Paek, Sŏn-yŏp. From Pusan to Panmunjom. Washington: Brassey's (US), 1992. ISBN 0028810023 OCLC 24908105